# Борохи
Борохи́ — село в Золочівській громаді Богодухівського району Харківської області України. Населення становить 20 осіб.

## Географія
Село Борохи знаходиться в урочищі Березів Яр, за 4 км від смт Золочів, на відстані до 2-х км розташовані села Розсохувате, Мартинівка, Петрівка. Поруч проходить автомобільна дорога Т 2103.

## Історія
За даними на 1862 — хутір Борохів Золочівської волості Харківського повіту.
12 червня 2020 року, розпорядженням Кабінету Міністрів України № 725-р «Про визначення адміністративних центрів та затвердження територій територіальних громад Харківської області», увійшло до складу Золочівської селищної громади.
19 липня 2020 року, в результаті адміністративно-територіальної реформи та ліквідації Золочівського району, село увійшло до складу Богодухівського району.